# Laurence Eusden
Laurence Eusden (Spofforth, bapt. 6 de septiembre de 1688 - Coningsby, 27 de septiembre de 1730) fue un poeta británico, quien se convirtió en el más joven poeta Laureado en 1718. 

## Biografía
Laurence Eusden nació en Spofforth en 1688, hijo del reverendo Laurence Eusden, rector de Spofforth, Yorkshire. Eusden fue bautizado el 6 de septiembre de 1688. Recibió su educación en Escuela de San Pedro, York, y en el Trinity College (Cambridge). Se convirtió en miembro menor de su colegio en 1711, y al año siguiente fue admitido como miembro de pleno derecho.
Comenzó a escribir, con la intención de usar su habilidad para atraer la atención hacia sí mismo.  Y con el matrimonio de Newcastle tuvo éxito, ya que fue nombrado Poeta Laureado en 1718 por el Lord chambelán, Thomas Pelham-Holles, como recompensa por un poema halagador sobre su matrimonio.
Eusden consiguió este puesto debido a la muerte del anterior Poeta Laureado, Nicholas Rowe, y la recomendación de Joseph Addison. Tras su nombramiento, Eusden produjo Odas de cumpleaños y año nuevo durante 12 años. 
Los últimos años de su vida fueron infelices.  Fue ordenado clérigo en la década de 1720 y asumió el cargo de rector de Coningsby, Lincolnshire, pero su ascenso a Poeta Laureado le valió la burla de sus pares sociales y literarios.  Eusden murió en Coningsby el 27 de septiembre de 1730. Fue enterrado en su iglesia, en Coningsby.

## Poesía y crítica
El trabajo de Eusden es difícil de encontrar. Sin embargo, su El origen de Los Caballeros del Baño, dedicado a los jóvenes Guillermo Augusto de Cumberland, más tarde duque de Cumberland, está disponible en línea. 
Aunque produjo muchos poemas de agradecimiento, la reputación literaria de Eusden está dominada por las alusiones satíricas de Alexander Pope en la sátira The Dunciad. 